# Omphalopsyque
Un omphalopsyque ou omphalopsychique (Omphalospsychus, omphalopsyches, du grec ancien ομφαλός, omphalos, « nombril » et ψυχή, psychè, « âme ») est un moine anachorète orthodoxe vivant en ermite pour pratiquer le quiétisme, par la prière hésychaste ou prière du cœur et à « l'écoute de l'âme » censée « murmurer à travers le nombril ».
Ces moines étaient autrefois appelés « caloyers », mais les mots contemporains, apparus dans les années 1920, seraient « monofixistes » ou « omphaloscopes » (omphaloskepsis, de omphalos « nombril » au sens de « cœur de soi » + skepsis « pensée, sens, compréhension », mot proche mais différent de skopos « scrutation, regard, veille »).

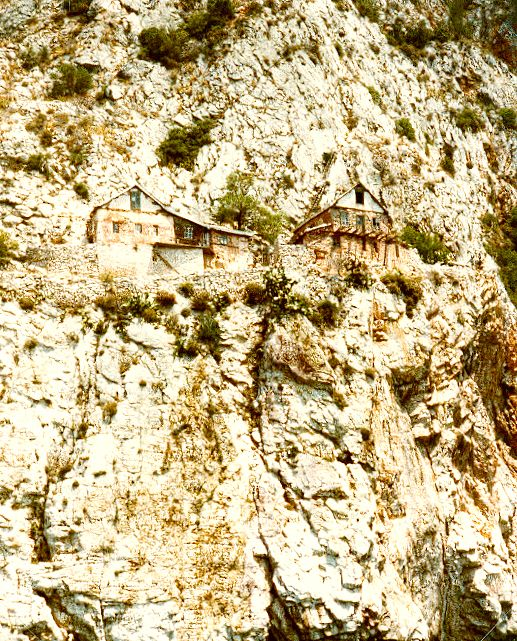
La Karoulie du mont Athos, lieu d'ermitage anachorétique.

## Histoire
Syméon le Nouveau Théologien  (949-1022), est un moine et poète byzantin qui, dans son Hymne no 29, évoque la recherche de la lumière intérieure, dans le cœur et le  corps, par les ermites hésychastes priant seuls, assis, dans leur cellule. Apparu aux XIIe-XIVe siècles au Sinaï, en Anatolie, au Mont Athos et aux Météores, rapidement diffusé dans le christianisme oriental, le mouvement des « omphalopsychiques » entendait préparer ses disciples à recevoir la lumière du Thabor lors de la Transfiguration.
Grégoire Palamas soutint ce mouvement dans ses Triades pour la défense des saints hésychastes mais eut aussi, notamment dans le christianisme occidental, des détracteurs comme Barlaam le Calabrais pour qui les « omphalopsychiques » étaient des « adorateurs du nombril » retombés dans l'hérésie des Massaliens ou Euchites condamnée à Antioche au IVe siècle. Depuis lors, les mots  « monofixisme » et « omphaloscopes » ont acquis une connotation péjorative : « se regarder le nombril » et nombrilisme.

L'abbé Syméon du monastère de Xérocerque à Constantinople écrivait au XIe siècle : 
« Étant dans ta cellule, ferme ta porte, assieds-toi dans un coin, élève ton esprit au-dessus de toutes les choses vaines et passagères et ensuite, appuie ta barbe sur ta poitrine, tourne les yeux avec toute ta pensée au milieu de ton ventre, au niveau du nombril. Retiens encore ta respiration, même par le nez, et cherche dans ta poitrine la place du cœur où habitent d'ordinaire toutes les forces de l'âme. D'abord tu n'y trouveras que des ténèbres épaisses et difficiles à dissiper, mais si tu persistes dans cette pratique nuit et jour tu trouveras, merveille surprenante ! une joie permanente. Car sitôt que l'esprit a trouvé la place du cœur, il voit ce qu'il n'avait jamais vu : le souffle divin qui est dans le cœur, et il se voit lui-même lumineux et plein de discernement. »

La démarche « omphalopsychique » proche de la méditation bouddhiste, fut très mal comprise et souvent tournée en dérision : 
« Les moines du mont Athos prétendaient qu'étant en prière il leur sortait du nombril un jet de lumière, une lueur ineffable et incréée qui les plongeait dans de célestes langueurs ; ils la croyaient analogue à la lumière apparue sur le mont Thabor et à quelques autres resplendissantes manifestations de l'éclat divin. Cette doctrine, appuyée chaudement par l'évêque de Thessalonique, mit l'opinion publique dans une si dangereuse fermentation qu'il fallut décider entre les deux partis. L'an 1341 l'empereur Andronic III se rendit en pompe avec tous les grands dans l'église de Sainte-Sophie pour présider un concile au sujet du nombril des moines. La dispute fut si longue, si acharnée, le grand discours théologique prononcé par l'empereur contre les adeptes du nombril le fatigua tellement, et il eut tant de dépit de les voir cependant reconnus pour orthodoxes, qu'il se retira malade et ne survécut que peu de jours. »
Lev Gillet évoque la critique des « omphalopsychiques » dans ses pages sur la prière de Jésus : 
« Quant à l’"omphaloscopie" ou fixation du regard sur le nombril, ni le nom ni la chose ne correspondent à ce que recommande l'hésychasme. Il n'a jamais été question d'une contemplation du nombril, ce qui serait du pur yoghisme. Il s'agit, dans une posture assise, de fixer le regard sur le milieu du corps. Le nombril exprime, assez naïvement, un point de fixation, un axe de direction ; mais on peut dire avec autant de justesse qu'il faut diriger le regard sur la poitrine. "Pratique bizarre, presque scandaleuse", écrit le P. Jugie, dans son article sur Grégoire Palamas. Encore faut-il essayer de la comprendre. Il s'agit de "trouver le lieu du cœur", de faire descendre l'esprit dans le cœur. Faisant abstraction d'une physiologie périmée, cela signifie qu'il faut, en concentrant les regards dans la direction du cœur, s'imaginer vivement son propre cœur comme le lieu symbolique de la vie affective et volitive, de l’amour, puis jeter dans ce brasier nos pensées "intellectuelles" et les laisser s'échauffer, s'éclairer et prendre feu au contact de cette flamme, jusqu'à ce qu'un cri brûlant vers Jésus jaillisse et s'élève. »
Alexandre Vialatte mêle ces différentes appréciations : 
« "Hésychaste" : nom d'une secte de l'église d'Orient, née au XIIe siècle dans les monastères du mont Athos, et où l'on enseignait, d'après l'abbé Siméon, que, pour s'élever à la science des choses divines, il faut se recueillir dans la solitude, incliner la tête sur la poitrine et regarder attentivement son nombril ; que là sont concentrées toutes les forces de l'âme, que d'abord on n'y trouve que ténèbres, mais que peu à peu la lumière naît, éclate et rayonne. »
En Grèce, parmi les ermites de la presqu'île du Mont Athos, quelques « omphalopsychiques » méditèrent et prièrent jusqu'à la fin du XXe siècle dans des cabanes (askitaria), des huttes (kolybes), des cellules troglodytes (kellia) ou des grottes naturelles (hésychasterion) des falaises de la Karoulie (en grec moderne : Καρούλια signifiant « désert »).